# ارخت
ارخت (به لاتین: Arakht) یک منطقهٔ مسکونی در افغانستان است که در ولایت بدخشان واقع شده‌است. ارخت ۳٬۱۰۰ متر بالاتر از سطح دریا واقع شده‌است.